# Crazy for You (Best Coast)
Crazy for You è il primo album in studio del gruppo musicale statunitense Best Coast, pubblicato nel 2010.

## Tracce
1. Boyfriend – 2:30
2. Crazy for You – 1:50
3. The End – 2:42
4. Goodbye – 2:40
5. Summer Mood – 2:26
6. Our Deal – 2:08
7. I Want To – 2:46
8. When the Sun Don't Shine – 2:16
9. Bratty B – 1:42
10. Honey – 3:02
11. Happy – 1:44
12. Each and Every Day – 2:52
13. When I'm with You (bonus track) – 2:58